# Nikawa
Nikawa. Diario di bordo di una navigazione attraverso l'America (River Horse: The Logbook of a Boat Across America) è un libro di viaggio di William Least Heat-Moon pubblicato nel 1999 (River-horse. The logbook of a boat across America) è un libro di viaggio di William Least Heat-Moon. Pubblicato nel 1999, è la terza parte della suaTrilogia americana, iniziata con Strade blu e Prateria. 

## Trama
Il viaggio negli USA è un tema classico della narrazione e delle esperienze di questo autore; questa volta è l'esperienza della navigazione coast to coast degli USA, in un'ideale riproposizione del processo storico di esplorazione dalle praterie americane fino all'Oceano Pacifico. Il viaggio avviene tuttavia attraverso le vie d'acqua principali del sub-continente nord americano piuttosto che sulla terraferma. 
L'autore, partito dalla cittadina di Elizabeth nel New Jersey nell'aprile del 1995 giunge alfine sulla sponda opposta degli USA dopo alcuni mesi di navigazione, seguendo un percorso che si snoda attraverso l'Hudson, il Canale Erie, i Grandi Laghi, i fiumi Allegheny, Ohio, Mississippi, Missouri, Salmon, Snake, Columbia, in una apparentemente improbabile congiunzione ininterrotta di corsi d'acqua (effettivamente il viaggio ha necessitato trasbordi solo per tratti brevissimi per volontà dello stesso autore, che ha preferito dove possibile utilizzare imbarcazioni speciali, quali motoscafi a getto, paddleboats e canoe, per attraversare corsi d'acqua minori). La barca utilizzata per la quasi totalità del viaggio è stata un'imbarcazione di tipo C-Dory a fondo piatto, derivata dai pescherecci americani del XVIII secolo, simile a quelle impiegate per la pesca delle aragoste (un mezzo estremamente affidabile e maneggevole, adatto per le acque interne).

## Edizioni
- Nikawa. Diario di bordo di una navigazione attraverso l'America, traduzione di Marco Bosonetto, Collana Supercoralli, Torino, Einaudi, 2000,  p. 558, ISBN 88-06-154-96-6.